# Димитър Иванов (волейболист)
Вижте пояснителната страница за други личности с името Димитър Иванов.
Димитър Тонев Иванов е български професионален волейболист, посрещач, състезател от 2018 година на ВК Люлин (София).
Освен волейбола, Иванов е и бизнесмен, собственик на Фитнес Център „Белийз“ в София.

## Биография
Иванов е роден в София. Завършва столичното 132-ро Средно Общообразователно Училище „Ваня Войнова“.
Започва да тренира волейбол още в най-ранна възраст във ВК Славия (София). Подписва първи професионален договор със Славия, през 2002 година. Играе за „белите“ до 2008 година, като през 2005 г. става носител на Купата на България, а през годините е един от най-успешните и атрактивни състезатели на обора.
През 2008 година преминава в елитния тогава тим на ВК Дунав (Русе) в който играе до 2009 година. През 2009 подписва двугодишен договор с ВК Калиакра (Каварна) а от 2011 вече приема да заиграе зад граница, като две години се подвизава в Ливан, където играе за Маршал Кузба.
През 2013 преминава в Добруджа 2007 (Добрич), където престоява до 2014 година.
В периода 2014 – 2015 година играе за румънския гранд Динамо (Букурещ)Завръща се в България през 2015 година, като играе отново за Славия, като е избран за капитан на отбора, на който остава такъв до решението му да спре с активния волейбол през 2016 година и да се състезава в коренно различният Бодибилдинг.
През 2017 година все рак променя своето решение и е привлечен от бившия национал и треньор на националния тим на България по волейбол Мартин Стоев в неговия нов проект – ВК Сливнишки герой (Сливница), с който се състезава в Националната волейболна лига. Още през същата година тима спечелва промоция за професионалната Висша Волейболна лига, където играе в Сезон 2017/2018 под ръководството на опитния треньор Стоян Стоев. С отбора стига до престижния трети кръг от Купата на България, където сливничани се изправят срещу шампиона от ВК Нефтохимик 2010 (Бургас).
През 2020 година Иванов влиза в отбора на „Град“ Белоградчик и играе до момента

## Личен живот
Димитър Иванов е женен за Адриана, като двамата подписват брак през юни 2016 година.